# ダーバヴィル家のテス
『ダーバヴィル家のテス』（ダーバヴィルけのテス、Tess of the d'Urbervilles）は、トーマス・ハーディの小説。1891年出版。日本語訳は『テス』の題名でしばしば出版されている。

## あらすじ
19世紀末のイングランド、ドーセット地方のマーロット村。大酒飲みの行商人ジョン・ダービフィールドは、司祭から名家ダーバヴィルの末裔であることを聞かされる。
沢山の子供のうちの長女のテスは親戚だというダーバヴィル家へ援助を請う目的で奉公に出る（実際は、トラントリッジのダーバヴィル家は名家ダーバヴィルの真の子孫ではなく、イングランド北部の商人サイモン・ストーク氏が南部で地方貴族を名乗るためにダーバヴィルの家名を利用していただけの成り上がりだった）。奉公から4ヶ月後にテスは放蕩息子のアレックに犯され情婦にされる。
どうしてもアレックを愛せないテスは屋敷を出て村に帰り男児を出産するが、3ヶ月後には私生児としての出自を理由に正式に洗礼を施されないまま病気で亡くしてしまう。住み込みで「トールボットヘーズ酪農場」の乳しぼりの仕事に就き、そこで知り合ったエミンスターの牧師の末息子エンジェル・クレアと恋仲になる。自分の罪を言い出せないままテスはエンジェルのプロポーズを受けるが、新婚初夜、エンジェルが自分の過ちを告白したので、テスも過去を打ち明けると、エンジェルは失望して出稼ぎのため単身でブラジルへ去る。
テスがマーロット村に戻ったときには父ジョンが病気になり実家は困窮し、テスは酪農場を転々としながら臨時雇いの仕事で生計を立て続けるが、次第に仕事が不足する。同じ乳しぼり仲間・マリアンに誘われて「フリントコーム・アッシュ農場」で働くときでも、テスは既に再会した表面的な改心者アレックから執拗に援助目的で迫られる。父ジョンが病死すると、家屋敷の所有権の失効により、テスを含めてダービフィールド家はマーロット村から立ち退く。エンジェルからの手紙が長い間絶えたことも加えて、心身共に追い詰められたテスはアレックに騙されて再び一家援助のために身を任せてしまう。一方、今までのテスへの誤解と冷たい言動に後悔したエンジェルはテスへの愛情を蘇らせてイングランドに帰国する。エミンスターのクレア家に戻って休息したあと、エンジェルは移動中に聞き回ってキングスビアにテスの家族がいることを知る。ダービフィールド家でジョーンとライザ・ルーからテスの居所を聞き出すと、テスを迎えにサンドボーンへ行く。テスは失意により自分を探し迎えに下宿先まで訪ねてくるエンジェルを追い返すが、思い余って口論の末に同居者のアレックを果物ナイフで殺す。現場から逃げ出す最中にエンジェルと合流し潜伏先の空き家で彼と結ばれるのも束の間、空き家の管理人に見つかり2人は逃走を続ける。心身疲れ切ってストーン・ヘンジで夜を明かしたテスは後から追ってきた警察に捕えられる。憐れなテスはエンジェルと妹ライザ・ルーに見守られながら絞首台の露と消えるのだった。

## 登場人物

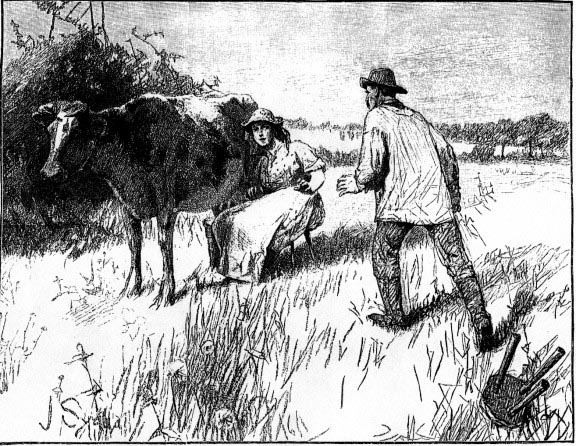
押絵

- テス・ダービフィールド（Tess Durbeyfield）: 片田舎マーロット村に住む子沢山のダービフィールド家の長女。家は貧しく村では畑仕事を手伝う。初登場時：16歳。家系に関する事実、好色男のアレク、牧師一家の末息子エンジェルとの出会い、実家の困窮などで人生は翻弄されることに。
- エンジェル・クレア（Angel Clare）: エミンスターの牧師一家の末息子。両親のほか、二人の兄（フェリックスとカスバート）がいる。マーロット村を兄たちと訪れた際、ダンスをするテスと初めて会う。聖職に懐疑的であり、農業で生計を立てるために「トールボットヘーズ酪農場」で働く。その酪農場で再会したテスと恋に落ち結婚をするが…。
- アレク・ストーク＝ダーバヴィル（Alec Stoke - d'Urberville）: テスが女中奉公する金持ちの家の息子。道徳観念を持たない好色家である。トラントリッジに広い邸宅を構える。本来の姓はストークだが、先祖の一人が勝手にダーバヴィル家を名乗って商人から成り上がったため、アレク本人もダーバヴィルの者として騙っている。テスが自分の元を去り一人の母親が病死したあと、過去の自分を反省して、牧師として各地で説教を行う。しかし改心は表面的なもので、説教中にテスと再会してからテスに執念深く付き纏う。
- ジョン・ダービフィールド（サー・ジョン・ダーバヴィル）（John Durbeyfield (Sir John d'Urberville)）: テスの父親。通称: ジャック（Jack）。マーロット村の行商人。自分の一族が旧家ダーバヴィルの直系の子孫であることをトリンガム牧師から教えられる。大酒飲みに加えて怠け者。
- ジョーン・ダービフィールド（Joan Durbeyfield）: ジョンの妻で、テスの母親。沢山の子供を育てている。子供たちへの思いやりはある。
- エライザ・ルイーザ・ダービフィールド（"ライザ・ルー"・ダービフィールド）（Eliza Louisa ('Liza-Lu') Durbeyfield）: ダービフィールド家の次女。テスの長妹。優しくて思いやりがある。
- エイブラハム・ダービフィールド（Abraham Durbeyfield）: ダービフィールド家の長男。テスとライザ・ルーの長弟。通称：エイビー。
- ジェームズ・クレア牧師（Reverend James Clare）：エンジェルの父親。低教会派の厳格な牧師。自分のもとを訪れたアレックの改心に立ち会う。
- クレア夫人（Mrs. Clare）：クレア牧師の妻で、エンジェルの母親。

## 日本語訳
- テス 運命小説（山田行潦 (直) 訳）文盛堂 1912年
- テス（世界名作大観 平田禿木訳）国民文庫刊行会2分冊 1925年-1927年
- テス（宮島新三郎訳）世界文学全集 第29巻・新潮社 1929年
- テス（広津和郎訳）世界大衆文学全集 第41巻・改造社 1930年
- テス 純潔な女性（竹内道之助訳）三笠書房 1951年
- テス（石川欣一訳）旧河出文庫 1955年
- テス（山内義雄訳）角川文庫（全3巻）1957年
- テス（井上宗次・石田英二訳）岩波文庫（上下） 1960年。重版多数
- ダーバァヴィル家のテス（大沢衛訳）「世界文学大系 40 サッカレー、ハーディ」筑摩書房　1961年
- テス（中村佐喜子訳）旺文社文庫 1969年
- テス（河野一郎訳）「ハーディ 世界文学全集」河出書房新社　1968年
- ダーバヴィル家のテス－清純な女（井出弘之訳）「ハーディ 世界文学全集 56」集英社 1980年／「テス」ちくま文庫（上下）2004年
- ダーバビル家のテス（小林清一訳）千城 1989年／のちグーテンベルク21(電子書籍)
- テス（田中晏男訳）京都修学社 2005年
- ダーバヴィル家のテス（高桑美子訳）『ハーディ全集 12』大阪教育図書　2011年

## 舞台・映像化
- 1924年にメトロ・ゴールドウィン・メイヤー（MGM）で映画化。マーシャル・ニーラン監督、ブランチ・スウィート主演。（日本公開タイトル『受難のテス』）
- 1979年にロマン・ポランスキーが『テス』として映画化。ナスターシャ・キンスキー主演。
- 2008年にBBCよりテレビシリーズとして放送。ジェマ・アータートン主演。
- 2011年にマイケル・ウィンターボトムが舞台を現代のインドに翻案して『トリシュナ（英語版）』として映画化。フリーダ・ピントー主演。